# Arnoud van der Biesen
Arnoud Eugène van der Biesen (Semarang, Índies Orientals Neerlandeses, 28 de novembre de 1899 - La Haia, 17 de desembre de 1968) va ser un regatista neerlandès que va competir a començaments del segle xx.
El 1920 va prendre part en els Jocs Olímpics d'Anvers, on va guanyar la medalla de plata en la categoria de 12 peus del programa de vela. Biesen navegà a bord del Boreas junt a Petrus Beukers.